# Елечёй
Елечёй (якут. Өлөчөй) — село в Мегино-Кангаласском улусе Якутии России. Административный центр и единственный населённый пункт Алтанского наслега.

## География
Село расположено в центре региона на Центрально-Якутской равнине, в зоне тайги, в подзоне среднетаёжных лесов, на левом берегу реки Суолы.
Географическое положение
Расстояние до прежнего улусного центра — села Майя — 64 км, до нового центра — пгт Нижний Бестях — 76 км.
Климат
В населённом пункте, как и во всем районе, климат резко континентальный, с продолжительным зимним и коротким летним периодами. Зимой погода ясная, с низкими температурами. Устойчивые холода зимой формируются под действием Сибирского антициклона. Средняя температура января −41…-42 °С, июля +17…+18 °С. Осадков выпадает 200—255 мм в год.

## История
Согласно закону Республики Саха (Якутия) от 30 ноября 2004 года N 173-З N 353-III село возглавило образованное муниципальное образование Алтанский наслег.

## Население
| 2002 | 2010 | 2012 | 2013 | 2014 | 2015 | 2016 | 2017 | 2018 | 2019 | 2020 |
| ---- | ---- | ---- | ---- | ---- | ---- | ---- | ---- | ---- | ---- | ---- |
| 489  | ↗502 | ↘498 | ↘486 | ↘478 | →478 | ↗482 | ↘476 | →476 | ↘471 | →471 |
| 2021 |      |      |      |      |      |      |      |      |      |      |
| ↘470 |      |      |      |      |      |      |      |      |      |      |

Национальный состав
Согласно результатам переписи 2002 года, в национальной структуре населения якуты составляли 98 % от общей численности населения в 489 чел.

## Известные уроженцы, жители
Костырко, Сергей Павлович  (1949—2024)  — советский и российский литературный критик, до 1974 года преподавал русский язык и литературу в школе-интернате села.

## Улицы
| - ул. Восточная, - ул. Заречная, - пер. Клубный, - ул. Комсомольская, - ул. Новая, | - ул. Озёрная, - ул. Победы, - ул. Целинная, - ул. Чапаева, - ул. Школьная. |

## Экономика
Животноводство (мясо-молочное скотоводство, мясное табунное коневодство), картофелеводство.

## Инфраструктура
В селе действуют дом культуры, неполная средняя общеобразовательная школа, учреждения здравоохранения и торговли.

## Транспорт
Село располагается на автодороге федерального значения «Абалах».